# Kurt Erich Meurer

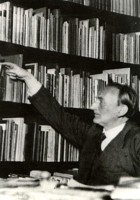
K.E.M.in seiner Bibliothek

Kurt Erich Meurer (* 24. Februar 1891 in Meiningen; † 21. November 1962 in Berlin) war ein deutscher Lyriker und Übersetzer.

## Leben
Der Vertreter einer besinnlichen und religiös geprägten Lyrik zählte Rainer Maria Rilke und Stefan George zu seinen Vorbildern. Aber auch Motive der Werrastadt Meiningen, in der er eine frohe Kindheit erlebte und mit den Märchen Ludwig Bechsteins vertraut wurde, gingen in seine Dichtung ein. Als Meurer zehn Jahre alt war, übersiedelte die Familie nach Berlin. Dort wurde er zu eigener literarischen Produktion angeregt. 1912 erschien sein erster Gedichtband „Das Labyrinth“. Nach einem Studium der Literatur und Philosophie wurde ihm 1913 die Schriftleitung der „Neuen Theaterzeitschrift“ übertragen.
Während des Ersten Weltkrieges begegnete Meurer dem Maler Karl Gatermann d. Ä. Beide haben in der spärlichen Mußezeit, die ihnen der Kriegsdienst ließ, das kleine Kunstwerk „Flandrisches Kaleidoskop“ geschaffen. Die Spätfolgen einer Verschüttung im Ersten Weltkrieg führten in den zwanziger Jahren zum Rückzug Meurers aus der Öffentlichkeit. Durch intensive Briefkontakte – unter anderem mit Paul Zech, dessen Nachlassverwalter er später wurde – blieb der Dichter jedoch mit der Außenwelt verbunden. Nach dem Zweiten Weltkrieg wirkte Meurer als Essayist, Übersetzer und Lektor am Heidelberger Meister-Verlag.
Meurer übersetzte aus dem Englischen, Französischen und Italienischen. Seine Nachdichtungen umfassten unter anderem Werke von Edgar Allan Poe, Charles De Coster, Dante und Petrarca und Robert Frost. Er gab lyrische Anthologien heraus, schrieb mehrere eigene Versbücher sowie einen Roman, veröffentlichte zahlreiche Aufsätze in Zeitungen und Zeitschriften und arbeitete für Rundfunkanstalten.
Der bekannte Literaturkritiker Karl Krolow urteilte über ihn: »Kurt Erich Meurer ist den Liebhabern des Gedichts seit langem ein Begriff als Lyriker von Gnaden und besonders begabter Übersetzer.« Kurt Erich Meurers Nachlass befindet sich unter anderem im Literaturmuseum Meiningen im Baumbachhaus, im DLA, Marbach und bei der Akademie der Künste (Berlin).

## Werke
- Das Labyrinth, (Sammelband mit Edschmid, Johannes von Guenther, Albrecht Schaeffer und Albert H. Rausch)
- Die silberne Oktave, Gedichte 1938
- Bild und Klang, Neue Gedichte 1940
- Gruß der Stunde, Gedichte 1946
- Abenteuer der Seele, Gedichte 1947
- Osterhochzeit, Gedichte 1954
- Cellokonzert, Gedichte 1955
- Traumspiegel. Gedichte, Balladen, Legenden 1957
- Das neue Leben, (Dante Alighieri) Nachdichtung 1946
- Das goldene Zeitalter, nord-amerikanische Lyrik, Nachdichtungen 1948
- Sonette, (Francesco Petrarca) Nachdichtungen 1949
- Deutscher Minnesang, (1150–1300) Nachdichtung  1954
- Das Dunkle Du, Sammelband religiöser Dichtung Herausgegeben von K.E.M. und Otto Josef Spachtholz